# Dragan Škrbić
Dragan Škrbić (srpski: Драган Шкрбић; Kula, 29. rujna 1968.) je bivši srbijanski rukometaš i reprezentativac. Visok je 1,90 m i igrao na poziciji kružnog napadača. Karijeru je počeo 1988. u RK Crvena zvezda. Posljednji klub mu je bio CB Barcelona za koji je igrao od 2002. do 2006. godine. S reprezentacijom SR Jugoslavije osvojio je dve brončane medalje na svjetskim prvenstvima (1999. u Egiptu i 2001. u Francuskoj), te jednu na europskom (1996. u Španjolskoj). Pored srpskog posjeduje i španjolsko državljanstvo.

Dragana Škrbića je 2000. godine Međunarodna rukometna federacija izabrala za najboljeg igrača na svijetu.